# Žlutý císař
Žlutý císař (čínsky pchin-jinem Huángdì, znaky zjednodušené 黄帝, tradiční 黃帝) byl mytický čínský vládce, podle Zápisků historika první z Pěti legendárních vladařů. Podle tradiční čínské chronologie panoval v letech 2697–2598 nebo 2674–2575 př. n. l.

## Historie
Spolu s Fu-sim a Šen-nungem patřil k čínským kulturním hrdinům, podle mýtů stvořil první lidi, vynalezl zpracování kovů, lékařství, architekturu, stavbu cest. Žlutého císaře mezi příkladné vládce minulosti řadí poprvé S’-ma Čchien, v rozporu s předešlými historickými spisy. Podle něj si podřídil různé kmeny a založil první čínský stát; měl 25 synů, z nichž 14 se stalo předky význačných klanů a rodů, včetně jeho nástupců Čuan-süa, Kchua, Jaoa a Šuna a dynastií Sia, Šang a Čou.
Je považován za autora základního díla čínské medicíny zvaného Chuang-ti nej-ťing, v překladu Vnitřní kniha Žlutého císaře.